# Neoclemensia
Neoclemensia es un género monotípico de orquídeas perteneciente a la subfamilia Epidendroideae dentro de la familia Orchidaceae. Tiene una especie: Neoclemensia spathulata.

## Hábitat y distribución
Neoclemensia crece en suelo rico en humus en la sombra de los bosques en el Monte Kinabalu en Borneo. 

## Características
La especie dispone de largos, carnosos y cilíndricos rizomas subterráneos del que  surge un pedúnculo en posición vertical con hojas. La inflorescencia es terminal en forma de racimo con varias prominentes flores de color.

## Taxonomía
Neoclemensia spathulata fue descrito por Cedric Errol Carr y publicado en Gardens' Bulletin, Straits Settlements 8: 180. 1935.
Etimología
Neoclemensia: nombre genérico que tiene su origen en el griego antiguo Neos (nuevo) y el nombre propio Clemens, en honor de Chaplain Joseph Clemens (1862 - 1936), un coleccionista de orquídeas, que en los años 1931 - 1933 efectuó la investigación  en el Monte Kinabalu, y cuyo tipo se muestra.
spathulata: epíteto latino que significa "con forma de espátula".